# マセイオ
マセイオ（ポルトガル語: Maceió [masejˈjɔ])）は、ブラジル北東部の海岸沿いにあるアラゴアス州の州都で、同州最大の都市である。人口は約102万人（2020年）。マセイオ都市圏の人口は約135万人である。

## 歴史
マセイオは19世紀に古い精糖所とプランテーションの複合から始まった。開発はジャラグアードスル湾から木材をとる船の到着で始まった。
精糖所の設備にともなって、砂糖、タバコ、ココナッツ、皮革、いくつかの香辛料の輸出が始まった。開拓による繁栄により1815年12月15日に村になった。その後も成長が続いたおかげで、1839年12月9日にアラゴアス州の州都になった。
マセイオはまた港町でもあり、200年前の港湾開発により村から都市へと発展した。

## 地理
ムンダウー湖と大西洋の間に位置する。

## 気候
熱帯性気候で年平均気温は25度の中で暮らしている。

## 交通

### 空港
ズンビ・ドス・パウマーレス国際空港はマセイオと多くのブラジル国内の都市を連絡しており、またいくつかの国際便も運行されている。

## 教育
マセイオはアラゴアス連邦大学の本拠地である。

## スポーツ

### サッカー
マセイオをホームとするサッカークラブがある。
- セントロ・スポルチーヴォ・アラゴアーノ
- クルーベ・ジ・レガタス・ブラジル

## 姉妹都市
- 光州市、大韓民国 2009年
- ミラノ、イタリア 2010年
- ジョアンペソア、ブラジル 2010年
- ジェノヴァ、イタリア 2010年
- トレント、イタリア 2010年
- アラカジュ、ブラジル 2010年
- レシフェ、ブラジル 2010年
- ルッカ、イタリア 2011年

## ゆかりの人物
- マリオ・ザガロ
- カルロス・アドリアーノ・デ・ソウザ・ヴィエイラ
- ロベルト・フィルミーノ・バルボーサ・デ・オリヴェイラ
- ケープレル・ラヴェラン・リマ・フェレイラ